# Cyclizine
Cyclizine, được bán dưới một số tên nhãn hiệu, là một loại thuốc dùng để điều trị và ngăn ngừa buồn nôn, nôn và chóng mặt do say tàu xe hoặc hoa mắt. Chúng cũng có thể được sử dụng cho buồn nôn sau khi gây mê toàn thân hoặc cùng triệu chứng phát triển từ việc sử dụng opioid. Chúng được đưa vào cơ thể qua đường miệng, trong trực tràng, hoặc tiêm vào tĩnh mạch.
Các tác dụng phụ thường gặp bao gồm buồn ngủ, khô miệng, táo bón và khó khăn với thị lực. Các tác dụng phụ nghiêm trọng hơn bao gồm huyết áp thấp và bí tiểu. Thuốc thường không được khuyến cáo ở trẻ nhỏ hoặc những người bị bệnh tăng nhãn áp. Cyclizine có vẻ an toàn trong thai kỳ nhưng chưa được nghiên cứu kỹ. Thuốc này thuộc họ thuốc kháng cholinergic và kháng histamin.
Cyclizine được phát hiện vào năm 1947. Nó nằm trong danh sách các loại thuốc thiết yếu của Tổ chức Y tế Thế giới, tức là nhóm các loại thuốc hiệu quả và an toàn nhất cần thiết trong một hệ thống y tế. Tại Hoa Kỳ nó có sẵn trên quầy. Ở Vương quốc Anh, 100 viên thuốc có giá khoảng 11,26 bảng. Chúng đôi khi được sử dụng cho trạng thái "hưng phấn" mà chúng có thể tạo ra.

## Tổng hợp
Cyclizine có thể được điều chế bằng cách methyl hóa Eschweiler-Clarke phân tử diphenylmethylpiperazine hoặc bằng phản ứng của benzhydryl bromide với 1-methylpiperazin trong môi trường axetonitril để tạo thành muối hydrobromide của thuốc.